# Planta de asfalto

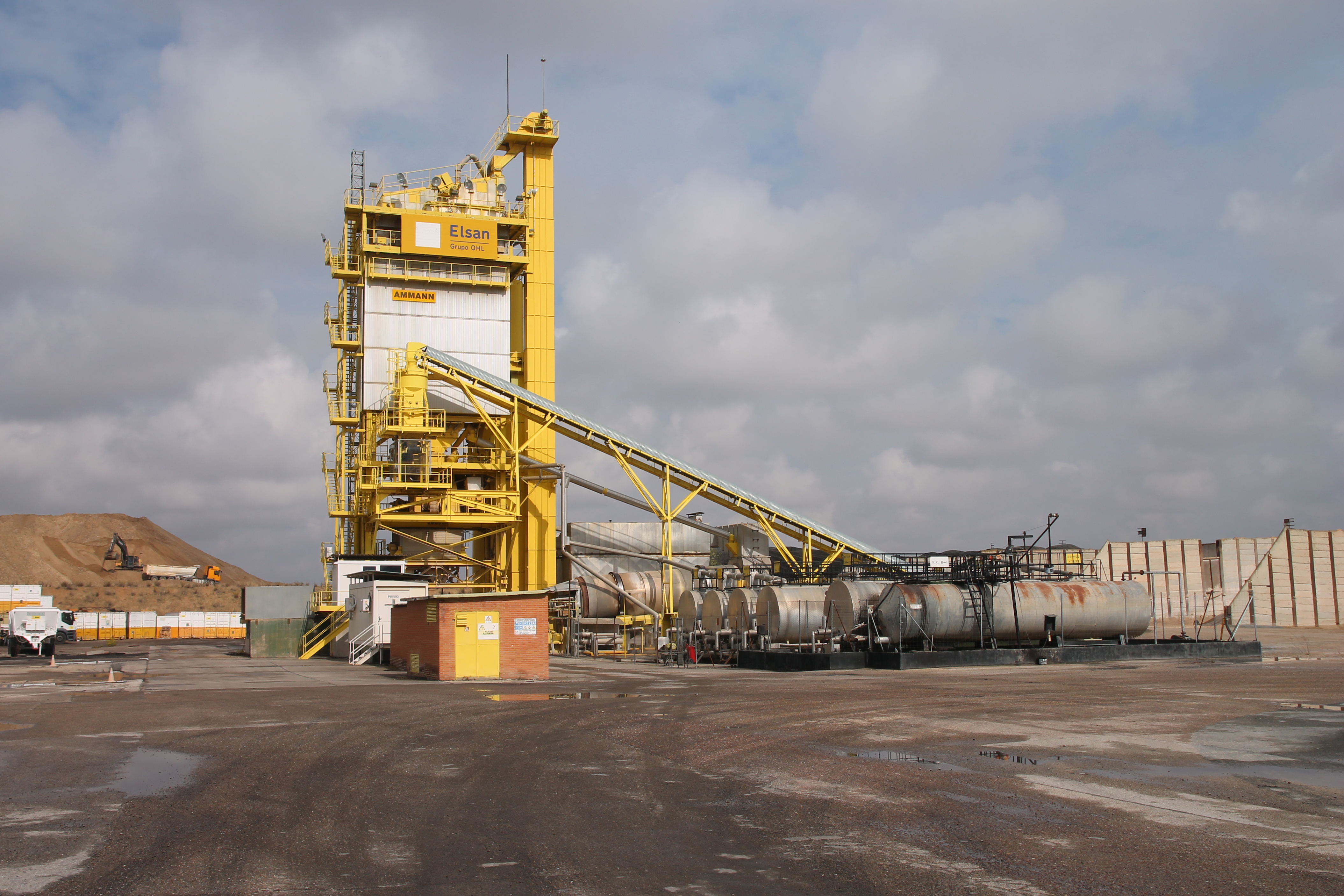
Planta de asfalto en Arganda del Rey, España

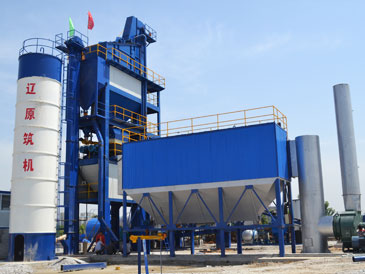
Planta de asfalto discontinua LB1000.

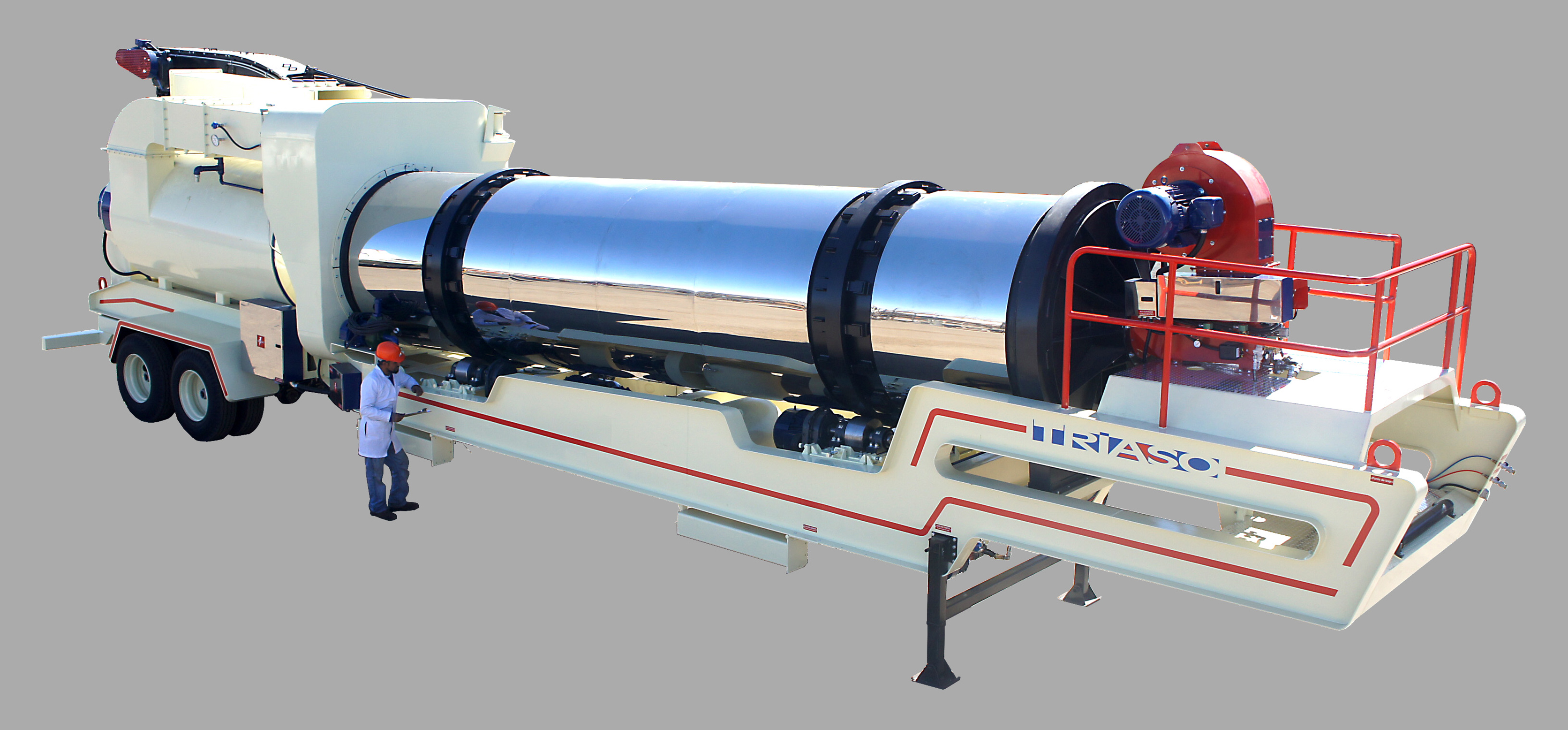
Tambor secador planta de asfalto marca Triaso.

La planta de asfalto o planta mezcladora de asfalto utiliza los agregados, áridos y betumenes para producir asfalto. El asfalto es utilizado ampliamente en la construcción de autopistas, carreteras, aeropuertos, puertos y entre otros. 

## Componentes
La planta de asfalto está compuesta por el sistema de alimentación de agregados, sistema de sequedad, sistema de quemadura, elevador de agregados calientes, criba vibratoria, almacén de agregados, sistema de medición y de mezcla, sistema de suministro de betún, sistema de filtro de polvo, almacén de productos terminados, sistema de control, entre otros.

## Clasificación de productos

### Por capacidad productiva
- Modelo pequeño: inferior a 40 toneladas por hora
- Modelo mediano: 40 hasta 400 toneladas por hora
- Modelo grande: superior a 400 toneladas por hora

### Por modo de transporte
- Modelo móvil: todos los equipos con chasis de transporte, se puede mover de un lugar a otro lugar fácilmente.
- Modelo semi-estacionario: se adapta a la construcción de carreteras.
- Modelo estacionario: se adapta a obras grandes y construcción de carreteras de ciudad.

### Por proceso de tecnología（forma de mezcla)
- Continua: se seca y se mezcla al mismo tiempo en el secador.
- Discontinua: se seca y se mezcla los agregados con periodo, es decir, cada vez que se mezcla, su intervalo es de 45 hasta 60 segundos, la productividad se limita de acuerdo con tipo de equipos.

## El proceso de la mezcla
El proceso se inicia en la predosificación en los silos de alimentación, se transportan los áridos hasta el secador. Después de extraer la humedad, el elevador de cangilones lleva los materiales calientes y secos hasta la parte superior de la torre. La torre de la dosificación, que es el centro principal de una planta, está formada por zarandas (cribas o cedazos) vibratorias de diferentes aperturas para la clasificación granulométrica que clasifican y separan los áridos en diferentes tamaños. El sistema de la planta, totalmente computarizado, permite que la balanza de áridos controle las compuertas para integrar las cantidades necesarias de los materiales almacenados temporalmente en los silos calientes. Los silos tienen un sistema de sellado contra escape de polvo hacia el medio ambiente y tapas de acceso para mantenimiento, además de colectores de muestra en cada compartimiento. Descargados en la mezcladora, los áridos reciben la cantidad precisa de ligante, medido por la balanza de betún. El sistema controla el tiempo de mezcla. Terminado el proceso, las compuertas de descarga liberan el material directamente sobre el camión de transporte.